# Mulligan Peak
Mulligan Peak är en bergstopp i Antarktis. Den ligger i Östantarktis. Nya Zeeland gör anspråk på området. Toppen på Mulligan Peak är 2 400 meter över havet, eller 434 meter över den omgivande terrängen. Bredden vid basen är 2,9 km.
Terrängen runt Mulligan Peak är huvudsakligen kuperad, men åt nordväst är den platt. Trakten är obefolkad. Det finns inga samhällen i närheten. 